# Stolnik
Stolnik je naselje v Občini Kamnik.